# Patagonska mara
Patagonska mara tudi pampski zajec (znanstveno ime Dolichotis patagonum) je sorazmerno velik glodavec iz rodu mara Dolichotis.  Znan je tudi kot patagonski morski prašiček ali patagonski zajec. To rastlinojedo, nekoliko zajcu podobno žival, najdemo v odprtih in polodprtih habitatih v Argentini, vključno z velikimi deli Patagonije. Je monogamen, vendar se pogosto razmnožuje v labirintu rovov, ki si jih deli več parov.

## Opis
Veliki pampski zajec je največji predstavnik morskih prašičkov za kapibaro - največji živi glodavec. Dolžina telesa glave doseže od 61 do 81 centimetrov (v povprečju 71 centimetrov), rep je škrbina, ki ni daljša od 5 centimetrov, je sploščen in skoraj brez dlake. Samci dosežejo povprečno težo 7,7 kilograma, samice so nekoliko težje z 8,3 kilograma - največja teža je 16 kilogramov.
Njihova dlaka je na zgornji strani sivo rjava (aguti), trebuh je bel. Tudi zadnji del stegen je bel, zgoraj je opazen črn trak. Boki in brada, včasih tudi stranice glave, so oranžne do rjave barve. Dlaka teh živali je gosta in kratka, toda daje občutek ščetin.
Zgradba je opisana kot zajčja, kar je predvsem posledica njihovih dolgih nog in velikih ušes. Razen teh dveh lastnosti sta podobna morskim prašičkom. Kot pri vseh članih te družine se tudi sprednja stopala končajo na štiri, zadnja pa na tri prste. Zadnje noge imajo kopitaste kremplje, sprednje noge imajo ostre kremplje, ki so primerni za kopanje. Zadnje noge so daljše od sprednjih nog, pri čemer je, tako kot pri številnih hitro premikajočih se živalih, tudi stylopodium (nadlaket ali stegno) krajši od zigopodija (podlaket ali spodnji del noge).. Z razvojem dolgih udov kot prilagajanjem načinu življenja na travnikih in stepah pampski zajci zavzemajo ekološke niše, ki jih drugje zasedajo parkljarji. To je razvidno iz številnih konvergentnih dogodkov, na primer pri zmanjšanju ključnic.
Za veliko, ozko glavo so značilna predvsem od 9 do 10 centimetrov dolga ušesa. To gre z roko v roki z dobrim sluhom, kar je pomembno za zaznavanje na odprtih habitatih. Oči so velike in pritrjene ob strani glave. Nos je top, vibrise so dobro razvite. V zgradbi lobanje je vidna nosna kost, ki je velika in usmerjena proti spredaj, vendar ne tako spredaj kot zgornja čeljust. Čelna kost je zelo široka, solznica pa zelo velika.
Kot pri vseh sorodnikih morskih prašičkov je tudi zobna formula 1 / 1-0 / 0-1 / 1-3 / 3 = 20, torej imajo na polovico čeljusti en sekalec, brez pasjega, en premolar (prednji molar) in trije molarji (molarji). Zobje sekalcev, tako kot pri skoraj vseh glodavcih, so brez korenin in rastejo vse življenje. Kot pri vseh glodavcih tudi podočniki niso prisotni, med sekalci in molarji pa je reža, znana kot diastema. Kot pri vseh morskih prašičkih so molarji brez korenin in trajno rastejo.
Prebavni trakt je podoben kot pri drugih morskih prašičkih. Želodec je zgrajen preprosto, so rektalni fermentatorji. To pomeni, da lahko s simbiotskimi bakterijami razgradijo celulozo v svojem dodatku (cekumu). Debelo črevo je v ta namen spremenjeno in ima pogosto zapletene gube. Te prilagoditve gredo z roko v roki s cekotrofijo, večkratnim pobiranjem iztrebkov za boljši izkoristek hrane.
Posebnost pampskega zajca je, da se analna žleza nahaja med anusom in dnom repa - pri drugih morskih prašičkih se nahaja pred anusom.

## Ekologija in aktivnosti
Patagonske mare najdemo le v Argentini, od 28 do 50 ° J. Najraje živijo v habitatih z grmičevjem, naseljujejo pa tudi velika in neplodna tla v biomu puščave Monte. Na severozahodu Argentine naseljujejo predvsem nižinske habitate, kot so gozd in grm larrea. Mare imajo raje peščen in nizek grmičasti habitat na polotoku Valdes. Dobro so se prilagodile življenjskemu slogu na odprtih ravnicah in stepah, z dolgimi nogami, zmanjšano ključnico in dobro razvitimi senzoričnimi organi, zaradi česar so sposobne teči in komunicirati na teh odprtih habitatih. Med tekom so mare primerjali z jeleni in antilopami.  Mara je večinoma rastlinojeda. Prehranjujejo se predvsem z zeleno vegetacijo in sadjem. V puščavi Monte enokaličnice predstavljajo 70 % njihove prehrane, dvokaličnice pa 30 %. Prednostne vrste zaužite trave so vrste iz rodov Chloris, Pappophorum in Trichloris, med jedmi, ki jih jedo, pa so loboda  Atriplex lampa, razhudnikovka Lycium spp. in Prosopis spp.
Mare so pretežno dnevne in približno 46 % njihovih dnevnih dejavnosti vključuje hranjenje. Njihovi ritmi časovne aktivnosti so povezani z okoljskimi dejavniki. Svetloba, padavine in zmerni vplivi imajo pozitivne učinke na letne aktivnosti, tema in relativna vlažnost pa negativne učinke. Dnevna aktivnost mare je pozimi unimodalna, v drugih letnih časih pa biomodalna. Njihova najprimernejša temperatura je okoli 20 ° C. Samice porabijo več časa za hranjenje kot samci zaradi zahtev gestacije in dojenja. Samci večino dneva preživijo sedeči in pazijo na plenilce. Plenilci mar, zlasti mladičev, so mačke, kune, lisice in ujede. [8] Mare so tudi gostitelji zajedavcev, kot so gliste Wellcomia dolichotis.

## Vedenje in reprodukcija
Njihova družbena organizacija ima edinstveno kombinacijo monogamije in skupne vzreje. Ker so pari mar monogamni, ostanejo skupaj celo življenje, zamenjava partnerjev pa se zgodi šele po partnerjevi smrti. Samec je skoraj edino odgovoren za vzdrževanje para, tako da samico spremlja, kamor koli gre. Samec svojo samico označi z urinom, zemljo okoli nje pa označi z izločki iz žlez in z blatom. Pari se razmnožujejo sami ali z drugimi pari v labirintu, ki si ga deli do 29 parov. Mare, vsaj na jugu Argentine, se razmnožujejo od avgusta do januarja. Gestacija traja 100 dni v naravi. Večina rojstev v Patagoniji se zgodi med septembrom in oktobrom, torej pred poletno suho sezono in po zimskem deževju. Samice vsako leto pridelajo eno leglo v naravi, v ujetništvu pa lahko pridelajo do štiri legla na leto. Mladi lahko po kotenju skočijo skoraj takoj.
Brlogi se kopljejo v času razmnoževanja, za kotenje mladičev. Legla od enega do 22 parov so združena v teh brlogih. Skupno življenje zagotavlja zaščito pred plenilci, saj je stopnja preživetja mladih v večjih skupinah višja kot v manjših. En par obišče brlog naenkrat približno eno uro, drugi starši pa krožijo okoli njega. Samica naenkrat doji enega ali dva mladiča. Samica lahko včasih doji mladiča drugega para. Medtem ko lahko samica mladim, ki niso njeni, preprečuje, da bi se dojili, nekateri mladi kradejo mleko. Matere pri vzgoji mladih ne sodelujejo aktivno. Prve tri tedne mladi ostajajo v bližini brloga. Razdalja med posamezniki je majhna, s pogostimi telesnimi stiki, stiskanjem, presojanjem in podaljšano igro med mladiči. Po tem lahko mladi zapustijo brlog in se pasejo s starši. Mladiče odstavijo po 13 tednih.
Mara med pašo ali počasnim premikanjem izvede številne glasove. Ko išče stik, mara odda nekakšen "žvižg", medtem ko se nizko, ponavljajoče godrnjanje sliši, ko sledi drugi mari. Tudi med negovanjem ustvarijo vrsto kratkih godrnjanj. Mara uporablja vonjave za zapletene in intenzivne socialne interakcije. Se raztegne in povoha zemljo, nato pa sedi pokončno z obokanim hrbtom in anogenitalnim predelom, sploščenim na tla, postopek, znan kot analno kopanje. Poleg tega samec stoji na zadnjih nogah in urinira po samici, na kar se samica odzove s pršenjem curka urina nazaj v obraz samca. Samčevo mokrenje naj bi odvrnilo druge samce od njegove partnerice, medtem ko je uriniranje samice zavrnitev vsakega moškega, ki se ji približuje, ko ni dovzetna. Analno kopanje in uriniranje sta pogostejša v obdobju razmnoževanja, pogosteje pa ga opravljajo samci. 

## Status
Patagonska mara velja za skoraj ogroženo vrsto. V preteklosti so se mare gibale od severno-osrednje Argentine proti jugu, skoraj do Ognjene zemlje. Kljub temu so na mare močno vplivali lov in spremembe habitatov ter so bili iztrebljene na nekaterih območjih, vključno s provinco Buenos Aires. Njihovo krzno je bilo uporabljeno za posteljna pregrinjala in preproge.